# Chthonius samius
Chthonius samius är en spindeldjursart som beskrevs av Volker Mahnert 1982. Chthonius samius ingår i släktet Chthonius och familjen käkklokrypare. Inga underarter finns listade i Catalogue of Life.